# Vazamento de fotografias de celebridades em 2014
Em 31 de agosto de 2014, um conjunto de quase quinhentas fotografias privadas de várias celebridades, a maioria mulheres e com muitas contendo nudez, foram postadas no imageboard 4chan, e mais tarde disseminadas por outros usuários em websites e redes sociais como Imgur, Reddit e Tumblr. Acredita-se que estas fotografias teriam sido obtidas através de uma violação dos serviços de armazenamento em nuvem da Apple, iCloud, porém mais tarde descobriu-se que os hackers conseguiram tirar vantagem de um problema de segurança na API da iCloud o que lhes permitia fazer tentativas ilimitadas em adivinhar senhas das vítimas.
O evento, que mídia e os utilizadores da Internet denominaram como «The Fappening» (uma amálgama das palavras "fap" — uma gíria para masturbação — e a palavra "happening") e «Celebgate» (contração de «Celebridade» e «Watergate»), foi recebido com reações variadas dos meios de comunicação e das celebridades. Os críticos consideraram que a distribuição das imagens era uma grande invasão de privacidade das vítimas, enquanto alguns questionaram sua autenticidade. O vazamento também levou ao aumento da preocupação dos analistas em torno da privacidade e segurança dos serviços de armazenamento em nuvem como o iCloud, com especial ênfase na sua utilização para armazenar informações privadas e sensíveis.

## Vítimas
A seguir está uma lista de celebridades afetadas pelo vazamento de suas fotografias privadas elaborada pelo website Variety Latino. Notar que nem todas as imagens divulgadas foram consideradas como genuínas e nem todas as personalidades listadas abaixo tiveram suas fotos expostas na Internet.
- Amanda Michalka
- Alyson Michalka
- Allegra Carpenter
- Abigail Spencer
- Alana Blanchard
- Alexa Jane
- Alison Brie
- Angelina McCoy
- Anna O'Neill
- Ariana Grande
- Ashley Blankenship
- Aubrey Plaza
- Abby Elliott
- AnnaLynne McCord
- Avril Lavigne
- Amber Heard
- Becca Tobin
- Brie Larson
- Brittany Booker
- Candace Smith
- Candice Swanepoel
- Cara Delevingne
- Carley Pope
- Carmella Carcia
- Carrie Michalka
- Cat Deeley
- Carly Foulkes
- Chloe Dykstra
- Clare Bowen
- Dave Franco
- Dove Cameron
- Elena Satine
- Elle Evans
- Ellenore Scott
- Emily Browning
- Emily DiDonato
- Emily Ratajkowski
- Erin Cummings
- Erin Heatherton
- Farrah Abraham
- Gabrielle Union
- Gabi Grecko
- Hayden Panettiere
- Hope Solo
- Heather Marks
- Hillary Duff
- Jacqueline Dunford
- Janelle Ginestra
- Jennifer Lawrence
- Jessiqa Pace
- Jessica Dunford
- Jessica Ricardi
- Jesse Golden
- JoJo
- Joanna Krupa
- Jenny McCarthy
- Josie Loren
- Joy Corrigan
- Kaley Cuoco
- Kaime Oteter
- Kate Upton
- Kate Bosworth
- Kelly Brook
- Keke Palmer
- Kim Kardashian
- Kirsten Dunst
- Krysten Ritter
- Lake Bell
- Laura Ramsey
- Lea Michele
- Leelee Sobieski
- Leven Rambin
- Lisa Kelly
- Lisalla Montenegro
- Lindsay Clubine
- Lizzy Caplan
- Mary-Kate Olsen
- Mary Elizabeth Winstead
- McKayla Maroney
- Melissa Benoist
- Meagan Good
- Megan Boone
- Michelle Keegan
- Mikayla Pierce
- Misty May-Treanor
- Nina Stavris
- Rachel Nichols
- Rihanna
- Sarah Shahi
- Sahara Ray
- Sarah Schneider
- Scarlett Johansson
- Selena Gomez
- Shannon McNally
- Tameka Jacobs
- Teresa Palmer
- Uldouz
- Vanessa Hudgens
- Victoria Justice
- Wailana Geisen
- Winona Ryder
- Yvonne Strahovski